# アサヒ飲料販売
アサヒ飲料販売株式会社（あさひいんりょうはんばい）は、かつて存在した自動販売機向けの清涼飲料水販売会社。ダイドードリンコとアサヒ飲料の共同株式移転により設立された合弁会社ダイナミックベンディングネットワークの子会社であった。

## 概要
2007年にアサヒ飲料とカルピスの自動販売機事業を統合し、両社の合弁会社としてアサヒカルピスビバレッジ株式会社として設立。2016年1月1日にアサヒ飲料がカルピスを吸収合併したことに伴ってアサヒ飲料の100%子会社となり、同年4月1日に商号変更した。
2022年9月15日にアサヒ飲料がダイドードリンコと自動販売機事業に関する包括的業務提携を締結し、その一環として、2023年1月23日に両社の株式移転により設立された合弁会社であるダイナミックベンディングネットワークの100%子会社となったが、2025年1月21日付でダイドービバレッジサービス（同日付でダイドーアサヒベンディング株式会社に商号変更）に吸収合併され、アサヒ飲料販売は解散した。

## 沿革
- 2007年
  - 10月15日 - アサヒ飲料とカルピスが両社の自動販売機事業の統合を発表[3]。
  - 12月10日 - 両社の共同出資により、アサヒカルピスビバレッジ株式会社を設立。出資比率はアサヒ飲料80%、カルピス20%[4]。
- 2008年
  - 1月4日 - アサヒ飲料からアサヒビバレッジサービス、カルピスからカルピスビバレッジ4社（本社・東京・阪名・西日本）、カルピスベンディングサービス、沖縄カルピス販売の全株式を取得し、子会社化[5]。
  - 4月1日 - 子会社のアサヒビバレッジサービスがアサヒ飲料の自動販売機事業部門を会社分割（吸収分割）により継承し、アサヒカルピスビバレッジに商号変更[6]。これにより、当社と子会社が同じ社名を使用するようになる。
- 2009年4月1日 - 子会社の沖縄カルピス販売がグループ会社の沖縄アサヒ販売から飲料事業部門を譲受、同時に、全株式のうち、51%分をアサヒ飲料、20%分をオリオンビールへそれぞれ譲渡して合弁会社化し、アサヒオリオンカルピス飲料株式会社に商号変更する[7]。
- 2016年
  - 1月1日 - アサヒ飲料がカルピスを吸収合併したことに伴い、アサヒ飲料の100%子会社となる。
  - 4月1日 - アサヒ飲料販売株式会社に商号変更。
- 2018年9月 - アサヒ飲料とキリンビバレッジの共同取組の一環として、当社が担っている自動販売機の修理業務をキリンビバレッジの子会社で自動販売機のメンテナンス業務を行うキリン・メンテナンスサービスへ委託することとなり、神奈川県でのテスト展開を開始[8]。
- 2023年1月23日 - ダイドードリンコとアサヒ飲料の共同株式移転により設立されたダイナミックベンディングネットワークの100%子会社となる[9]。これにより、当社と同じグループ会社に属する九州アサヒ飲料販売とミチノクに加え、ダイドードリンコの子会社だったダイドービバレッジサービス、ダイドービバレッジ静岡、ダイドーベンディングジャパンの3社もグループ会社の関係となり、ダイドードリンコ並びにダイドーグループホールディングスのグループ会社にも列挙されるようになった。
- 2025年1月21日 - ダイドービバレッジサービス（同日付でダイドーアサヒベンディング株式会社に商号変更）に吸収合併され、アサヒ飲料販売は解散[2][10]。

## 関連会社
- アサヒオリオン飲料（沖縄県のエリアフランチャイズ、当社同時に2016年4月にアサヒオリオンカルピス飲料から商号変更した）